# Nå't nytt?
Nå't nytt? (fullständig titel: Nå't nytt…? En sorts kabaré i väntan på vadå?) var en fartfylld och intensiv kabaré av och med Galenskaparna och After Shave. Den hade premiär på Lorensbergsteatern i Göteborg den 23 mars 1993 och spelades där under en månad innan den åkte på turné med föreställningar i bland annat Jönköping, Växjö, Skövde och Stockholm, där den spelades på Sollidenscenen på Skansen.
Showen inleddes med att hela ensemblen spelade "Livet i finnskogarna" på dragspel, sedan följde en rad sketcher, monologer och sångnummer. Knut Agnred gjorde en parodi på stå-upp-komiker, Peter Rangmars bossanova-kung Astor Qvarts dök upp och Per Fritzells figur Torgny Assarsson från hembygdsföreningen sjöng en visa om skogens alla djur.